# Бюро алкоголю, тютюну, вогнепальної зброї і вибухових речовин
Бюро алкоголю, тютюну, вогнепальної зброї і вибухових речовин (АТФ) (англ. Bureau of Alcohol, Tobacco, Firearms and Explosives, (ATF)) — федеральне агентство Міністерства юстиції США, в обов'язки якого входить розслідування і запобігання злочинам, пов'язаним з незаконним використанням, виробництвом і зберіганням вогнепальної зброї і вибухових речовин. У компетенцію агентства входить розслідування терористичних актів, підпалів і вибухів, а також контроль за незаконним обігом алкогольної та тютюнової продукції. АТФ виконує функції ліцензійного агентства для продажу, зберігання і транспортування вогнепальної зброї, боєприпасів та вибухових речовин, а також торгівлі ними на території США. В АТФ працює близько 5000 чоловік і річний бюджет у 2012 році склав 1,2 мільярда доларів.

## Історія створення
Бюро було засновано у 1886 році під назвою Лабораторія прибутків і входило до Департаменту казначейства Сполучених Штатів. У 1920 році із впровадженням Сухого закону бюро отримало назву Бюро сухого закону і стало незалежним агентством у складі Міністерства фінансів США. Пізніше, у 1933 році бюро було переведене до Міністерства юстиції і на певний час стало підрозділом ФБР.
Коли Закон Волстеда про впровадження сухого закону був скасований у грудні 1933 року, агентство повернулося до міністерства фінансів, під назвою «Підрозділ оподаткування алкоголю» у департаменті казначейства. У 1942 році до підрозділу були додадні нові повноваження для контролю за дотриманням федеральних законів про вогнепальну зброю. У 1968 році був прийнятий закон про контроль над використанням вогнепальної зброї і агентство знову змінило свою назву, було перейменовано на Бюро алкоголю, тютюну і вогнепальної зброї і підпорядковувалося казначейству. У 1970 році Конгрес прийняв Закон про контроль над вибуховими речовинами і передав повноваження для контролю над його впровадженням до АТФ.
Після теракту 11 вересня 2001 року був створений Департамент внутрішньої безпеки і АТФ було переведене з міністерства фінансів до міністерства юстиції і назва знову змінилася на: Бюро алкоголю, тютюну, вогнепальної зброї і вибухових речовин, хоча абревіатура АТФ вживається і донині.